# Enter (Album)
Enter ist das Debütalbum der niederländischen Metal-Band Within Temptation.

## Entstehungsgeschichte
Nach der Gründung von Within Temptation und der Etablierung einer ersten stabilen Bandkonstellation 1996 nahm die Gruppe Enter als Demoband auf und kontaktierte damit mehrere Plattenlabel. Die Band erhielt daraufhin Angebote diverser Independent-Label. Nach Abschluss eines Vertrags mit DSFA begann Within Temptation damit Enter in Studioqualität einzuspielen. Als Gastmusiker spielte Produzent Lex Vogelaar die Gitarre von Pearls of Light ein und der Sänger George Oosthoek von Orphanage steuerte den gutturalen Gesang für Deep Within bei.

## Stil
Das Debütalbum von Within Temptation wird, anders als spätere Veröffentlichungen der Gruppe, dem Gothic Metal zugeordnet. Die Songs weisen eine melancholische Grundstimmung auf und sind geprägt vom Kontrast des klaren weiblichen Gesangs von Sharon den Adel und den aus dem Death Metal entlehnten Growling des Gitarristen Robert Westerholt. Insbesondere wird dem Album eine merkliche Nähe zum frühen Stil von Theatre of Tragedy und Tristania attestiert.

## Titelliste
1. Restless – 6:08
2. Enter – 7:14
3. Pearls of Light – 5:14
4. Deep Within – 4:30
5. Gatekeeper – 6:43
6. Grace – 5:09
7. Blooded – 3:37
8. Candles – 7:07

## Veröffentlichung und Rezeption
Zum ersten Mal veröffentlicht wurde das Album am 7. April 1997. Im Anschluss an die Veröffentlichung trat die Band beim Dynamo Open Air auf und bestritt eine zweiwöchige Europa-Tournee. In den Jahren nach der Erstveröffentlichung und mit steigendem Erfolg der Gruppe wurde das Debüt mehrfach neu aufgelegt und häufig positiv Besprochen. Gelegentlich verwiesen Rezensenten bei Kritiken an jüngeren Veröffentlichungen auf das Album und einen hierüber attestierten Status der Band als potentieller Hoffnungsträger im Gothic Metal.